# Ropalidia ornaticeps
Ropalidia ornaticeps är en getingart som först beskrevs av Cameron 1900.  Ropalidia ornaticeps ingår i släktet Ropalidia och familjen getingar. Inga underarter finns listade i Catalogue of Life.